# Liste des évêques de Nardò-Gallipoli
La liste des évêques de Nardò-Gallipoli recense les noms de abbés puis des évêques qui se sont succédé à Nardò et à Gallipoli dans les Pouilles, en Italie puis des évêques du diocèse de Nardò-Gallipoli depuis la fusion des sièges de Nardò et de Gallipoli par le décret Instantibus votis de la congrégation pour les évêques du 30 septembre 1986. 

## Abbés de Nardò
- Giurdaimo (? - 1092)
- Everardo (1092 - 1106)
- Tustaine (Tristano) † (1106 - 1122)
- Benedetto (1122 - 1132)
- Baldarico (1132 - 1149)
- Federico (? - 1170)
- Pagano (1170 - 1191)
- Innocenzo (1191 - 1210)
- Paolo (1210 - 1226)
- Aymerico (? - ?)
- Loffredo (1226 - 1256)
- Ruggero (1254 - 1285)
- Desiderio (1285 - 1297)
- Giovanni (? - 1307)
- Stefano (1307 - 1324)
- Bartolomeo (1324 - 1351)
- Azzolino De Nestore (1351 - 1355)
- Pietro (1355 - 1362)
- Guglielmo (1362 - 1396)
- Antonio da Perugia (? - 1406)
- Desiderio (1406 - 1412)
- Giovanni De Epifanis, O.S.B (1412 - 1413) nommé évêque de Nardò

## Évêques de Nardò
- Giovanni De Epifanis, O.S.B (1413 - 1423)
- Giovanni Barella, O.F.M (1423 - 1435)
- Stefano Pendinelli (1436 - 1451) nommé évêques d'Otrante
- Ludovico de Pennis (1451 - 1483)
- Ludovico Giustino (1483 - 1492)
- Gabriele Setario (1491 - 1507 nommé évêque d'Avellino
- Antonio De Caro (1507 - 1517)
  - Luigi d'Aragona (1517 - 1519) administrateur apostolique
  - Marco Cornaro (1519 - 1521) administrateur apostolique
  - Giacomo Antonio Acquaviva (1521 - 1531)
- Giovanni Domenico De Cupis (1532 - 1536)
- Giovanni Battista Acquaviva (1536 - 1569)
- Ambrogio Salvio, O.P (1569 - 1577)
- Cesare Bovio (1577 - 1583)
- Fabio Fornari (1583 - 1596)
- Lelio Landi (1596 - 1610)
- Luigi de Franchis, C.R (1611 - 1615)
- Girolamo de Franchis (1617 - 1634) nommé archevêque de Capoue
- Fabio Chigi (1635 - 1652) élu pape sous le nom Alexandre VII
- Calanio della Ciaja (1652 - 1654)
- Geronimo de Coris (1656 - 1669) nommé évêque de Sovana
- Tommaso Brancaccio (1669 - 1677)
- Orazio Fortunato (1678 - 1707)
- Antonio Sanfelice (1707 - 1736)
- Francesco Carafa (1736 - 1754)
- Marco Aurelio Petruccelli (1754 - 1781)
  - Siège vacant (1781-1792)
- Carmine Fimiani (1792 - 1800)
  - Siège vacant (1800-1819)
- Leopoldo Corigliano (1819 - 1824)
- Salvatore Lettieri (1825 - 1839)
- Angelo Filipponi (1842 - 1845)
- Ferdinando Girardi, C.M (1846 - 1848) nommé évêque de Sessa Aurunca
- Luigi Vetta (1849 - 1873)
- Salvatore Nappi (1873 - 1876)
- Michele Mautone (1876 - 1888)
- Giuseppe Ricciardi (1888 - 1908)
- Nicola Giannattasio (1908 - 1926) nommé évêque titulaire de Pessinus (de)
- Gaetano Müller (1927 - 1935)
- Nicola Colangelo (1935 - 1937)
- Gennaro Fenizia (1938 - 1948) nommé évêque de Cava e Sarno
- Francesco Minerva (1948 - 1950) nommé évêque de Lecce
- Corrado Ursi (1951 - 1961) nommé archevêque d'Acerenza
- Antonio Rosario Mennonna (1962 - 1983)
- Aldo Garzia (1983 - 1986) nommé évêque de Nardò-Gallipoli

## Évêques de Gallipoli
- Benedetto
- Domenico (mentionné en 551)
- Giovanni I (593 - 595)
- Sabino (mentionné en 599)
- Giovanni II (mentionné en 649)
- Mechisedech (mentionné en 787)
- Paolo I (mentionné en 1081)
- Baldrico (mentionné en 1105)
- Teodoro (1158 - 1173)
- Pietro Galeta (? - 1177)
  - Corrado di Wittelsbach (mentionné en 1179) administrateur apostolique
- Coconda
- Anonyme (mentionné en 1215)
- Pantoleone (1247)
- Gregorio (1271 - 1325)
  - Goffredo (1325 - 1327)
- Milezio, O.S.B.I (1329 - 1330)
- Paolo II, O.S.B.I (1331 - ?)
- Pietro (mentionné en 1348)
- Domenico (?)
- Ugolino (1379 - ?)
- Giovanni di Nardò, O.F.M (1383 - 1396) nommé évêque de Lacedonia.
- Guglielmo di Nardò, O.F.M (1396 - ?)
- Guglielmo De Fonte (1412 - 1420)
- Angelo Corpo Santo, O.P (1421 - ?)
- Donato da Brindisi, O.F.M (1424 - 1443)
- Antonio de Neotero, O.F.M (1443 - 1445 nommé évêque de Mottola
- Pietro (1445 - ?)
- Antonio de Joannetto, O.F.M (1451 - ?)
- Ludovico Spinelli (1458 - 1487)
- Alfonso Spinelli ( ? - 1493)
- Francesco (1494 - ?)
- Alessio Celadoni (1494 - 1508) nommé évêque de Molfetta
- Enrico d'Aragona (1508 - 1509)
  - Francisco de Remolins (1513 - 1518) administrateur apostolique
  - Andrea della Valle (1518 - 1524) administrateur apostolique
- Jerónimo Muñoz, O.S.B.I (1524 - 1529)
- Federico Petrucci (1529 - 1536)
- Pellegrino Cibo de Turcilla (1536 - 1540)
- Giovanni Francesco Cibo † (1540 - 1575)
- Alfonso Herrera, O.S.A (1576 - 1585) nommé évêque d'Ariano Irpino
- Sebastián Quintero Ortiz (1586 - 1595)
- Vincenzo Capece, C.R (1596 - 1620)
- Gundisalvo De Ruenda (1622 - 1651)
- Andrea Massa (1651 - 1655)
  - Andrea Martinez de Azevedo (1655 - 1655)
- Giovanni Montoja de Cardona (1659 - 1667)
- Antonio Geremia de Bufalo, O.F.M (1668 - 1677)
- Antonio Perez della Lastra (1679 - 1700)
- Oronzo Filomarini, C.R (1700 - 1741)
- Antonio Maria Pescatori, O.F.M.Cap (1741 - 1747)
- Serafino Brancone, O.S.B (1747 - 1759)
- Ignazio Savastano (1759 - 1769)
- Agostino Gervasio, O.S.A (1770 - 1784) nommé évêque de Capoue
  - Siège vacant (1784-1792)
- Giovanni Giuseppe Dalla Croce, O.A.D (1792 - 1820)
- Giuseppe Maria Botticelli (1822 - 1828) nommé évêque de Lacedonia
- Francesco Antonio Visocchi (1832 - 1833)
- Giuseppe Maria Giove, O.F.M (1834 - 1848)
- Leonardo Moccia (1848 - 1852)
- Antonio La Scala (1852 - 1858) nommé évêque de San Severo
- Valerio Laspro (1860 - 1872) nommé évêque de Lecce
- Aniceto Ferrante (it), C.O (1873 - 1878) nommé évêque titulaire de Callinicum (de)
- Gesualdo Nicola Loschirico, O.F.M.Cap (1879 - 1880) nommé archevêque d'Acerenza et de Matera
- Enrico Carfagnini (it), O.F.M (1880 - 1898 nommé archevêque titulaire de Cius (de)
- Gaetano Müller (1898 - 1935)
- Nicola Margiotta (1935 - 1953) nommé archevêque de Brindisi
- Biagio D'Agostino (1954 - 1956 nommé évêque de Vallo della Lucania
- Pasquale Quaremba (1956 - 1982)
- Aldo Garzia (1982 - 1986) nommé évêque de Nardò-Gallipoli

## Évêques de Nardò-Gallipoli
- Aldo Garzia (1986 - 1994)
- Vittorio Fusco (1995 - 1999)
- Domenico Caliandro (2000 - 2012) nommé archevêque de Brindisi-Ostuni
- Fernando Filograna (2013 - )

## Sources
- (en) Fiche du diocèse de Nardò-Gallipoli sur catholic-hierarchy.org (incluant la liste des évêques de Nardò)
- (en) Fiche de l'ancien diocèse de Gallipoli sur catholic-hierarchy.org